# COVID-19-Pandemie in Bolivien
|                   |                                   |
| Krankheit:        | COVID-19                          |
| Erreger:          | SARS-CoV-2                        |
| Bestätigte Fälle: | 143.755 (Stand 19. November 2020) |
| Todesfälle:       | 8889 (Stand 19. November 2020)    |

Anzahl der Fälle in den bolivianischen Departamentos pro 100.000 Einwohner

Die COVID-19-Pandemie in Bolivien tritt als regionales Teilgeschehen des weltweiten Ausbruchs der Atemwegserkrankung COVID-19 auf und beruht auf Infektionen mit dem Ende 2019 neu aufgetretenen Virus SARS-CoV-2 aus der Familie der Coronaviren. Die COVID-19-Pandemie breitet sich seit Dezember 2019 von China ausgehend aus. Ab dem 11. März 2020 stufte die Weltgesundheitsorganisation (WHO) das Ausbruchsgeschehen des neuartigen Coronavirus als Pandemie ein.

## Verlauf

### Vorbereitung und erste Fälle
Vor der Meldung des ersten Falls hat die bolivianische Interimsregierung ein Komitee aus Experten und Mitgliedern der Regierung organisiert.
Am 10. März 2020 wurde der erste COVID-19-Fall in Bolivien bestätigt. In den WHO-Situationsberichten tauchte dieser Fall erstmals am 11. März 2020 auf.

### Grenzschließung und Quarantäne
Mit dem Dekret 4196 wurden am 17. März 2020 die Grenzen (außer für Bolivianer) geschlossen. Zwischen Provinzen wurde nur der kommerzielle Transport erlaubt. Alle internationalen Flüge wurden abgesagt. Kindergärten und Schulen wurden geschlossen.
Ab dem 22. März 2020 wurde das Land per Dekret 4199 unter Quarantäne gestellt, zunächst für 14 Tage. Das Dekret wurde dreimal bis 10. Mai 2020 verlängert. Das Verlassen des Hauses ist dabei nur zu bestimmten Zwecken erlaubt (z. B. Einkauf von Nahrungsmitteln oder medizinischer Notfall). Außerdem darf nur eine Person pro Haushalt auf einmal die Wohnung verlassen und jeweils nur an einem Wochentag, entsprechend der letzten Ausweisnummer. Kindern und Senioren müssen sich ständig innerhalb der Wohnung bzw. des eigenen Grundstücks aufhalten. Strompreise und ab 1. April 2020 auch Gaspreise wurden gesenkt, das Aussetzen der Versorgung mit Strom, Gas oder Wasser wurde verboten.
Zur weiteren Milderung der Not bei einem Großteil der Bevölkerung, verursacht durch die Ausgangssperre, wurde ab April eine Reihe von Hilfsleistungen durch die Regierung von Bolivien und den Departamentos organisiert. Neben Barzahlungen in Höhe von 500 Bolivianos erfolgten auch die Verteilung von Lebensmittel an bedürftige Familien und weitere Leistungen wie zum Beispiel die allgemeine Übernahme der Wassergebühren.
Bis zum 17. Mai 2020 wurden von der WHO 4088 COVID-19-Fälle und 169 Todesfälle in Bolivien bestätigt.

### Erste regionale Lockerungen
Zum 11. Mai 2020 wurden alle Provinzen in 3 Risikoklassen eingestuft (hoch, mittel, moderat), wobei Faktoren wie Fallzahlen, Bevölkerungsdichte und Testkapazitäten in die Bewertung eingingen. Entsprechend gelten seither abgestufte Lockerungen in einigen Provinzen (Cuarentena dinámica). Weiterhin sind die Tieflandregionen Beni und Santa Cruz die Departamentos mit der mit Abstand höchsten Virusaktivität. Im Hochland und in den Andentälern bleiben die Fallzahlen gering.
Die Regierung von Bolivien und den Departamentos baut seit März schrittweise die Kapazitäten (Isolationsräumlichkeiten, COVID-19-Intensivstationen, Testlabore, Schutzausrüstung) aus. Am 14. Mai 2020 erreichte beispielsweise eine Lieferung von 170 Beatmungsgeräten aus Spanien das Land.

### Regionale Verschärfungen der Maßnahmen rund um die Wintersonnenwende
In der zweiten Juni-Hälfte oder im Juli erreichen Bolivien typischerweise die größten Kältewellen, sodass das Infektionsrisiko als besonders hoch eingeschätzt wird. Die sonst üblichen Feierlichkeiten im Umfeld der Wintersonnenwende (Willakatuti sowie auch Johannistag) sollten höchstens im kleinen Kreis begangen werden. In einer Reihe von Städten, darunter La Paz und Tarija, wurden folglich im Laufe des Juni 2020 eine encapsulamiento (Einkapselung) genannte verschärfte Quarantäne eingeführt. Es wurde klar, dass das bisherige Quarantäne-Regime nicht ausreichen würde, um die Verbreitung des Virus ausreichend einzudämmen. Über einen verlängerbaren Zeitraum von 3 bis 7 Tagen ist es während des encapsulamiento verboten, das Haus zu verlassen. Das öffentliche Leben steht folglich nahezu komplett still. Gleichzeitig nutzen die Gesundheitsbehörden teilweise die Zeit, um systematische COVID-19-Tests durchzuführen und so ein besseres Lagebild zu bekommen.
Am 30. Juni wurden 1094 neue Fälle und 52 Verstorbene gemeldet, davon 670 bzw. 24 im Departamento Santa Cruz. Die größte Aktivität der Pandemie konzentriert sich somit weiterhin auf das Tiefland.

### Höhepunkt der ersten Welle (Winter 2020) inmitten politischer Unruhen
Mitte Juli stellte die Regierung das Programm Crédito 1,2,3 vor, mit dem die wirtschaftliche Aktivität gefördert werden soll. Dabei handelt es sich um zinsgünstige und staatlich garantierte Kredite, welche über Banken vergeben werden. Die Geldsumme fließt jedoch nicht an den Kreditnehmer, sondern an einen inländischen Lieferanten.
Die teilweise verschärften Quarantänemaßnahmen zeigen nur wenig Wirkung. Vielmehr ächzen im Juli nahezu alle Krankenhäuser Boliviens unter den hohen Patientenzahlen. Vielerorts kollabiert das Gesundheitssystem in unterschiedlichem Ausmaß.
Gleichzeitig führt die Krise vermehrt zu politischen und gesellschaftlichen Konflikten, die am Nationalfeiertag (6. August) deutlich zu Tage treten. Die mächtige Arbeitnehmervertretung Central Obrera Boliviana mobilisierte bereits zuvor gegen die erneute Verschiebung der Präsidentenwahl und blockiert an rund 75 Stellen die Verkehrswege des Landes. Zum Teil werden dadurch auch wichtige Lieferungen an Krankenhäuser verhindert. Daneben streitet die Regierung mit der weiterhin von der MAS dominierten Legislative wegen neuen Zuwendungen (Bonos), um die Not der mittellos gewordenen Bevölkerungsschichten zu lindern. Vertreter der MAS vermuten dahinter eine Wahlkampftaktik und verweigern die Freigabe der Gelder.
Am 4. August wurden 1515 neue Fälle und 92 Verstorbene gemeldet, davon 35 in Santa Cruz und 21 in La Paz.

### Entspannung an der COVID-Front, Spannungen im Vorfeld der Wahlen
Im Laufe des Septembers entspannte sich die Infektionslage zunehmend. Der 10. September war der vorläufig letzte Tag mit mehr als 1000 Neuinfizierten. Am 11. Oktober wurden noch 111 Fälle landesweit gemeldet, wobei fast die Hälfte auf Tarija entfiel, das Departamento, das am aktivsten testet. Die meisten Departamentos melden höchstens noch Einzelfälle von Verstorbenen. Gleichzeitig bemüht sich die Regierung, frühzeitig Zugang zu Impfstoffen zu erhalten. Das Gesundheitsministerium betont dabei am 11. Oktober, dass es ausschließlich WHO-zugelassene Produkte zentral über die Impfstoffplattform COVAX einführen wird.
Gleichzeitig standen seit September die Vorbereitungen für die Präsidentschaftswahl am 18. Oktober im Mittelpunkt des Interesses. Der Wahlkampf und die Organisation der Wahlen soll unter größten Vorsichtsmaßnahmen zum Infektionsschutz durchgeführt werden. Daneben drohen neue Konflikte zwischen den politischen Lagern und schwere Waldbrände im gesamten Tiefland stellen die Behörden vor zusätzliche Herausforderungen.

### Regierungswechsel und Vorbereitung auf mögliche zweite Welle
Dank der guten Organisation der Wahlen und der konfliktarmen Transition der Macht kam es nicht wie teilweise befürchtet zu einem Anstieg der Infektionszahlen. Vielmehr hielt der positive Trend an, der Anteil der Gesundeten an den Infizierten stieg im November auf über 80 %. Obwohl die lange Zeit sehr strengen Quarantänemaßnahmen im November weiter gelockert wurden, hält das Gesundheitsministerium daran fest, die Bürger zur Hygiene und reduzierten Kontakten anzuhalten. Das allgemeine Tragen eines Mundschutzes ist auch im November noch Pflicht, Schulen bleiben geschlossen und rund um Allerheiligen war der Zugang zu den Friedhöfen stark eingeschränkt. Dennoch nimmt das öffentliche Leben seit Oktober spürbar zu.
Die Entspannung wird dazu genutzt, Initiativen zur Stärkung des Gesundheitssystems in die Wege zu leiten und die internationale Kooperation im Bereich der Gesundheit auszubauen. Etwa mit Japan, Deutschland und Spanien wurden entsprechende Vereinbarungen getroffen, und auch die Organización Panamericana de la Salud (der regionale Ableger der WHO) sicherte Unterstützung zu. Eine schwere zweite Welle soll unbedingt vermieden und der zeitnahe Zugriff auf Impfstoffe gewährleistet werden.
Präsident Arce nutzt Anfang Dezember die UNO-Generalversammlung, um Verhandlungen zur Versorgung mit Coronavirus-Impfstoffen zu führen. Dabei drückt er die Erwartung aus, dass bereits im ersten Quartal 2021 erste Chargen nach Bolivien geliefert werden könnten. In der zweiten Dezemberhälfte steigen die Sorgen wegen teilweise regional steigender Fallzahlen. Gleichzeitig werden die Departamentos aufgefordert, Vorbereitungen für die anstehende Impfkampagnen zu treffen und zu ermitteln, in welchem Ausmaß die erforderliche Kühlkette sichergestellt werden kann, insbesondere im ländlichen Raum. Das Gesundheitsministerium plant parallel, über konzertierte Massentests einer drohenden zweiten Welle entgegenzutreten.

### Zweite Welle (Anfang 2021) und Start der Impfkampagne
Mitte Januar 2021 setzt sich die Meinung immer mehr durch, dass die zweite Welle bereits eingesetzt habe. Am 14. Januar meldet Bolivien 2.573 neue Fälle, davon 1.045 in Santa Cruz. Vizeminister Álvaro Terrazas berichtet am gleichen Tag, dass die landesweite Kühlkette stehen wird, wenn die ersten Impfdosen Ende Januar geliefert werden. Die Kampagne werde in allen neun Departamentos gleichzeitig gestartet und soll in einem zweiten Schritt auch die entferntesten Ort erreichen.
Insgesamt verlief die zweite Welle deutlich milder und kürzer als die erste. In der Folge konnten die Einschränkungen für die Bevölkerung deutlich gelockert werden, auch wenn Homeschooling, strenge Maskenpflicht und ein Veranstaltungsverbot durchgehend aufrechterhalten wurden. Z. B. Taxis, Restaurants, Geschäfte und Kinos konnten unter Auflagen betrieben werden. Allerdings gelang es nicht, die geplanten Mengen an Impfstoffen zu beschaffen, sodass es zum Stand Mai 2021 im Zeitplan zu mehreren Wochen Verzögerungen gekommen ist. In unregelmäßigen Abständen erreichen das Land Chargen unterschiedlicher Größe mit Impfdosen von Sputnik V, Sinopharm, AstraZeneca sowie in kleinen Mengen BioNTech. Aufgrund der Bedrohung durch gefährlichere Virusvarianten, insbesondere aus Brasilien, priorisierte die Regierung im April Grenzregionen, was die Verfügbarkeit der Impfstoffe in den Hauptstädten der Departamentos zusätzlich reduzierte. Ansonsten geht die Priorisierung streng nach Altersgruppen in Zehnjahresschritten. Im Mai sollen alle 50- bis 59-jährigen ihre erste Impfung bekommen, im Juni alle 40- bis 49-jährigen.

### Dritte Welle (Herbst/Winter 2021) und Massenimpfungen
Mitte Mai 2021 wurden Maßnahmen getroffen, um die Impfkampagne zu beschleunigen, nachdem absehbar wurde, dass größere Lieferungen das Land erreichen, die eine Massenimpfung erlauben würden. Dabei hat die Regierung das Ziel ausgegeben, 100 % der zulässigen Bevölkerung (nach offiziellen Angaben 7.180.428 Personen über 18 Jahre) zu impfen. Die Verantwortlichen auf allen Ebenen sehen eine große Dringlichkeit, schneller voranzukommen, weil mit den seit April startenden Kältewellen die dritte Infektionswelle an Kraft zu gewinnen scheint. Zum 17. Mai liegen die Zahlen der gemeldeten Neuinfektionen (2.257) wieder deutlich über der Zahl der Erholten (1.713). In stark betroffenen Departamentos wie Santa Cruz, La Paz, Cochabamba und Tarija werden die Einschränkungen für die Bevölkerung wieder ausgeweitet, einschließlich Ausgangssperren zu bestimmten Zeiten. Es wird zum Teil eine sehr hohe Belegung der Intensivbetten und steigende Knappheit in der Sauerstoffversorgung gemeldet. Zum 19. Mai haben nach offizieller Statistik 951.833 Personen (13,3 %) mindestens eine Impfung erhalten, davon 294.279 (4,1 %) auch die zweite.
Die Maßnahmen, einschließlich der erneuten Absage fast aller großen Veranstaltungen und Traditionen, nächtlicher Ausgangssperre und Social Distancing, zeigen Wirkung. Mitte Juni wird der Höhepunkt der Infektionszahlen überschritten. Seither zeigt der Trend nach unten. Dennoch bleiben, von Departamento zu Departamento unterschiedlich, viele Restriktionen bestehen, weil die Intensivstationen auch im August noch meist voll belegt sind. Ein viel diskutiertes Thema im Juli und August waren die verzögerten Lieferungen der zweiten Dosis von Sputnik V. Die vorgesehene Frist von 90 Tagen Abstand zur Erstimpfung konnte in vielen Fällen nicht eingehalten werden, soweit diese bereits im April erfolgte. In der zweiten Augusthälfte kamen jedoch größere Lieferungen aus Russland an. Eine andere Herausforderung besteht aus Sicht der Regierung in der Impfzurückhaltung der oft schlecht informierten Landbevölkerung. Um dort bessere Erfolge zu erzielen, wird bevorzugt der Einmalimpfstoff von Janssen eingesetzt.
Im August hat sich Bolivien ausreichend Impfstoff gesichert, um die gesamte Bevölkerung über 18 Jahre zu impfen. Die Regierung strebt an, bis Ende September Herdenimmunität zu erreichen, definiert als 70 %.

### Ausweitung der Impfkampagne auf Kinder und Jugendliche, Vorbereitung auf eine drohende vierte Welle
Im Oktober und Anfang November steigen die politischen Spannungen, weil die Opposition sich gegen ein neues Gesetz gegen Geldwäsche und Terrorismus-Finanzierung wehrt, das der Regierung ihrer Ansicht nach zu weitreichende Kontroll- und Durchgriffsmöglichkeiten gewährt. Landesweite Proteste und Blockaden führen zu teilweise gewalttätigen Konflikten zwischen den rivalisierenden Lagern. Beim Infektionsgeschehen hingegen hält fast den ganzen Frühling 2021 über die entspannte Situation an. Die Impfkampagne macht gleichzeitig weitere Fortschritte, wenn auch nicht in von der Regierung angekündigten Geschwindigkeit. Im Oktober werden 16- und 17-Jährige zugelassen und wenige Wochen später im November wird die Altersgrenze auf 12 Jahre abgesenkt und im Dezember auf 5 Jahre. Daneben wird seit Oktober immer größeren Teilen der Bevölkerung die Möglichkeit für eine dritte Dosis eingeräumt, um die Impfstoffvorräte aus Sicht der Regierung sinnvoll zu nutzen und die Auswirkungen der drohenden vierten Welle einzudämmen. Zum Stand 26. November hat Bolivien die Lieferung von 18 Millionen Impfdosen erhalten oder vertraglich zugesichert bekommen. Mehr als 4 Millionen Personen sind vollständig geimpft und praktisch die gesamte erwachsene Bevölkerung hatte die Möglichkeit, sich kostenlos impfen zu lassen.
Im Laufe des Novembers erhöhen sich die Infektionszahlen von Woche zu Woche, die Befürchtungen steigen. Gesundheitsminister Jeyson Auza stellt am 29. November fest, dass sich Bolivien bereits mitten in der vierten Welle befinde, angeführt vom Departamento Santa Cruz, auf das rund die Hälfte der landesweiten Fälle entfallen. Viele für Dezember geplante Veranstaltungen werden abgesagt und die Einschränkungen nehmen zum Teil wieder zu.

### Vierte Welle (Anfang 2022)
Trotz aller Warnungen explodieren die Infektionszahlen nach den Feiertagen zu Beginn des neuen Jahres 2022. Die Omikron-Variante wird entdeckt, aber noch gilt die Delta-Variante als vorherrschend (Stand: 11. Januar 2022). Vor dem Jahreswechsel verordnet die Regierung zunächst zum 1. Januar die Pflicht, bei Banken, Behörden und anderen Institutionen einen Impfausweis vorzulegen. Die Maßnahme steigert die Impfbereitschaft in bisher zögerlichen Bevölkerungsgruppen deutlich, mit der Folge von langen Schlangen vor den Impfstationen, die zum Teil nicht abgearbeitet werden können. Als Reaktion darauf verschiebt die Regierung die Vorlagepflicht auf den 26. Januar. Am 10. Januar finden in mehreren Städten kleinere Protestmärsche gegen die Vorlagepflicht statt, getragen von einzelnen Ortsteilverbänden, Genossenschaften und evangelikalen Kirchen. Nachdem die Widerstandsgruppen auch Verkehrswege blockierten, beugte sich die Regierung dem Druck, was von verschiedenen Seiten stark kritisiert wird. Die Impfbereitschaft sackt in der Folge ein. Selbst kreative Angebote wie Nachtimpfstationen auf dem Hauptplatz werden nur schlecht angenommen. Dennoch gehen die Fallzahlen bis Ende Januar stark zurück und im Verlauf des Februar sinkt die Todesrate wieder auf einstellige Tageswerte.
Insgesamt zeichnete sich die vierte Welle durch sehr hohe Fallzahlen, aber eine deutliche verringerte Sterblichkeitsrate aus. Die Lage in den Intensivstationen war nur kurzfristig angespannt.

### Schrittweise Rückkehr zur Normalität
Das Schuljahr beginnt Anfang Februar für die meisten Schüler erneut virtuell. Erst seit dem 21. Februar gehen Schulklassen vermehrt zum so genannten Semi-Präsenzunterricht über. Allgemein wird das öffentliche Leben nur noch geringfügig eingeschränkt. Nach langen Diskussionen dürfen dann auch viele Karnevalsveranstaltungen stattfinden. Hygienemaßnahmen wie Sitzabstand in Banken und Behörden, Temperaturmessung an stark frequentierten Orten, Alkoholdesinfektion und Mundschutz bleiben jedoch zunächst bestehen. Die Impfkampagnen werden ebenfalls konsequent weitergeführt, mit Fokus auf der Ausweitung auf jüngere Altersgruppen. Obwohl Behörden im Mai vor dem Aufbauen der fünften Welle warnen, hält die günstige Pandemielage bis zum Winterbeginn an. An der Mehrzahl der Tage werden keine Pandemieopfer beklagt. Willakatuti und der Johannistag können nach zwei Jahren der Einschränkungen wieder weitgehend normal zelebriert werden.

### Fünfte Welle (Winter 2022)
Die fünfte Welle gewann ab Ende Juni schnell an Kraft, zunächst insbesondere in der Metropolregion Santa Cruz. Im Juli wurden landesweit die Winterferien an den Schulen um eine Woche verlängert und vor allem junge Menschen zum Impfen aufgefordert. Am 6. August, dem Nationalfeiertag, fielen in einigen Departamentos die traditionellen feierlichen Märsche aus. Danach beruhigte sich die Lage schnell. Von Anfang September bis Ende November erlebte Bolivien eine Phase mit nur ganz wenigen Fällen.

### Sechste Welle (Jahreswechsel 2022/2023), COVID-19 tritt in den Hintergrund
Befürchtungen, dass die traditionellen Familienzusammenkünfte zum Jahresende eine hohe Infektionsrate zur Folge hätten, erwiesen sich als falsch. In den meisten Regionen Boliviens hatte die sechste Welle kaum Auswirkungen. Schon Mitte Januar 2023 konnte das Gesundheitsministerium von nachhaltig abklingenden Zahlen berichten. Stattdessen richtet sich der Fokus des Gesundheitswesens auf die im Tiefland schnell steigenden Fallzahlen von Denguefieber. Im Januar wurden 95.709 COVID-19-Impfdosen kostenlos verabreicht.

## Statistik
Die Fallzahlen während der COVID-19-Pandemie in Bolivien nach Daten der Interimsregierung (seit 8. November 2020 der gewählten Regierung) entwickelten sich wie in den nachfolgenden Diagrammen dargestellt. Dazu ist anzumerken, dass die offiziellen Zahlen wahrscheinlich stark von den tatsächlichen Werten abweichen. Eine Auswertung der Fundación Milenio kommt im September 2020 zum Ergebnis, dass die realen Ansteckungszahlen in der ersten Welle bis zu zehnmal höher sein könnten. Sie verweist dabei auf die junge Bevölkerung mit einem Anteil von über 60-jährigen von lediglich 9,5 %. Diese ließe eine im internationalen Vergleich niedrige Sterblichkeitsrate erwarten. Dennoch dürfte der Studie zufolge auch die Zahl der Todesfälle deutlich höher sein, weil viele Menschen zuhause gestorben seien und die genaue Todesursache mangels Testkapazitäten häufig nicht ermittelt werden konnte.

### Infektionen

Bestätigte Infizierte in Bolivien nach Daten der WHO. Oben kumuliert, unten Tageswerte

### Todesfälle

Bestätigte Todesfälle in Bolivien nach Daten der WHO. Oben kumuliert, unten Tageswerte